# Paullina Simons
Paullina Simons (ur. 1963 w Leningradzie, ZSRR jako Paullina Handler) – amerykańska pisarka pochodzenia rosyjskiego.
Paullina Simons urodziła się w Leningradzie (ZSRR) w 1963 r. Kiedy miała 10 lat, wyemigrowała z rodziną do Stanów Zjednoczonych. 
Najbardziej znaną powieścią Simons jest wydany w 2000 r. w USA Jeździec miedziany (ang. The Bronze Horseman). Pisarka przedstawia w nim losy romansu Tatiany i Aleksandra w objętym wojną Leningradzie.

## Twórczość
- Czerwone liście
- Dziewczyna na Times Square
- Jedenaście godzin
- Jeździec miedziany
- Ogród letni
- Tatiana i Aleksander
- Tully
- Przepisy Tatiany
- Droga do raju
- Pieśń o poranku
- Samotna gwiazda
- Dzieci wolności
- Bellagrand
- Sześć dni w Leningradzie
- Łowca tygrysów